# Hurricane (Halsey)
Hurricane è un brano musicale della cantautrice statunitense Halsey, pubblicato il 11 ottobre 2014 come un singolo promozionale estratto dall'EP Room 93, successivamente incluso nel suo album di debutto Badlands. Il brano è stato scritto dalla cantante stessa e Tim Anderson.

## Il video
Il video ufficiale di Hurricane è stato premiato il 16 ottobre 2014. È stato girato presso il Pink Motel a Los Angeles, che era anche la stessa posizione del suo primo video musicale per il brano Ghost.